# Protosalanx chinensis
Protosalanx chinensis  — вид корюшкоподібних риб родини Саланксові (Salangidae). Мешкає у прісних водоймах Китаю та Кореї. Довжина тіла сягає 17 см.